# Batalla de Nájera
La batalla de Nájera, algunas veces llamada batalla de Navarrete, fue librada el sábado 3 de abril de 1367 cerca de Nájera en el camino que conducía a Navarrete. Fue un episodio de la primera guerra civil castellana que enfrentaba al rey Pedro I de Castilla con su hermanastro don Enrique de Trastámara, el cual aspiraba al trono, implicando a Castilla en el conflicto internacional de la guerra de los Cien Años.
El poder naval de Castilla —muy superior al de Francia e Inglaterra— motivaría que estas dos naciones enfrentadas en la guerra de los Cien Años decidieran tomar partido en la guerra civil castellana con el propósito de disponer de su flota. Al rey Pedro de Castilla le amparaban Inglaterra, Aquitania, Mallorca y Navarra, y contaba con los mejores mercenarios de Europa contratados por el Príncipe Negro. A su rival el conde Enrique de Trastámara le respaldaba la nobleza castellana y, a pesar de que ni Francia ni Aragón le apoyaban abiertamente, contaba con algunos nobles aragoneses y compañías libres francesas leales a su lugarteniente, el bretón Beltrán Duguesclín. Aunque la batalla terminó con una contundente derrota del bando enriquista, tendría consecuencias desastrosas para el rey don Pedro, para Inglaterra y para el príncipe de Gales.

## Origen del conflicto
Tras el tratado de paz favorable a Inglaterra firmado en 1360 durante la guerra de los Cien Años, a Francia le interesaba evitar el conflicto abierto con Inglaterra y asociarse con Castilla para inclinar la balanza a su favor. Otro problema que tenía Francia eran las grandes compañías de mercenarios que la saqueaban ahora que no había guerra. A finales de 1365 Carlos V de Francia consiguió, con la ayuda del papa Urbano V, alejar temporalmente a buena parte de las grandes compañías. Bajo el pretexto de llevarlas en una cruzada contra el reino nazarí de Granada, el papa costeó una expedición. Posteriormente Francia y Aragón sufragaron a don Enrique con el fin de reclutar estas tropas para su causa librándose así de las compañías libres en Francia y respaldando la subida al poder en Castilla de su favorito.
La fuerza del ejército de don Enrique de Trastamara descansaba principalmente en estas compañías —grupos de mercenarios que habían participado en el conflicto de la guerra de los Cien Años— compuestas por bretones, gascones, ingleses y franceses principalmente.
Eduardo de Woodstock —también conocido como el Príncipe Negro— que era príncipe de Gales y duque de Aquitania fue el principal precursor del provechoso tratado de paz de 1362 entre Inglaterra y Castilla que permitía a Castilla mantener rutas marítimas de comercio seguras e Inglaterra a su vez se mantenía a salvo de la gran flota de guerra castellana. Sin embargo no parecía interesado en prohibir la participación de sus súbditos gascones e ingleses en la guerra civil castellana del lado del pretendiente al trono don Enrique de Trastámara a pesar de que iba en contra de los intereses de Inglaterra. Aquitania atravesaba una etapa dura ya que las principales fuentes de financiación de esta región tradicionalmente pobre eran el vino cuya producción pasaba por un mal momento y la guerra. Además Aquitania ya no recibía subvenciones de Inglaterra y necesitaba fuentes económicas alternativas.
Pero Inglaterra no iba a permitir que Francia lograra una alianza con Castilla instaurando a don Enrique como nuevo rey. Así que cuando Pedro I de Castilla —que perdía la guerra frente a su hermanastro Enrique de Trastámara y sus tropas mercenarias— pidió ayuda a Eduardo III de Inglaterra, este ordenó al condestable de Aquitania sir John Chandos y a otros comisionados que los mercenarios gascones e ingleses dejaran de participar del lado de Enrique de Trastámara en Castilla. Y en febrero de 1366 Inglaterra mandó varias grandes compañías de gascones para reforzar la posición del rey Pedro I. Aunque las medidas probaron ser insuficientes: don Pedro tuvo que huir de Castilla.

## Reclutamiento de las tropas
Inglaterra entonces decidiría reclutar un ejército enorme de mercenarios para apoyar la causa del rey Pedro I con el incentivo de depredar las riquezas castellanas. El Príncipe Negro consiguió reunir un variopinto y colosal ejército de nobles gascones, pictones e ingleses y las más distinguidas tropas mercenarias constituidas por los más afamados capitanes de grandes compañías que habían luchado en los últimos años venidos principalmente de Gascuña, aunque también de Bretaña, Navarra, Foix, Alemania, Inglaterra, Calais, el condado de Poitou, Hainault y de otras partes, incluyendo mercenarios que habiendo servido a Enrique de Trastámara en su acceso al trono y ya de vuelta en Francia ahora se adherían a la causa de su enemigo el rey Pedro I. A este grupo había que añadir los castellanos fieles a don Pedro, unos 400 arqueros ingleses que reclutó Juan de Gante, algunos aragoneses descontentos con el actual rey de Aragón y otros de Jaime IV de Mallorca. Era un gran ejército de unos 10000 hombres.
En agosto de 1366 el rey don Pedro, el Príncipe de Gales y el rey Carlos II de Navarra se reúnen en Bayona para pactar los términos de una invasión. El rey de Navarra permitiría que el ejército invasor atravesara desde Aquitania a Castilla por lo cual sería bien remunerado. Pedro I —que estaba dispuesto a aceptar todas las condiciones— además de pagar estos costes reembolsaría los gastos del ejército reclutado por el príncipe de Gales y le ofrecería territorios castellanos que serían anexionados a su ducado de Aquitania.
Enrique de Trastámara debido al tremendo gasto que le supuso mantener su ejército mercenario en el ascenso al poder había despedido casi todas sus tropas que ahora vagaban por Castilla cometiendo atropellos o se unían a las filas de su enemigo. Así que a cambio de recompensarle pactó con Carlos II de Navarra bloquear el paso pirenaico de Francia a Castilla —lo cual podía hacer fácilmente con pocos hombres— quien aceptó ya sea porque jugaba a dos bandas o porque temía enfrentarse a Castilla y Aragón.
Sin embargo en febrero de 1367 las tropas mercenarias inglesas de Hugo Calveley que aún quedaban en la península y trabajaban para don Enrique cambiaron de bando e invadieron en un ataque relámpago diversas villas de Navarra desde el sur. Esto obligó a Carlos II a abrir el paso al ejército del Príncipe Negro y a proporcionarle 300 hombres de armas —una cantidad mínima para aparentar que estaba de su parte—. Para eludir personalmente la batalla finge su propia captura durante una cacería confabulado con el capitán Olivier de Mauny primo de Beltrán Duguesclín, el lugarteniente de don Enrique.
Cuando don Enrique tuvo noticias de la entrada del ejército pedrista en la península reclutó las tropas que pudo y mandó volver a Castilla inmediatamente a Duguesclín desde Zaragoza con sus mejores capitanes, aunque la mayoría de sus fuerzas tuvieron que quedarse protegiendo Aragón de la marcha del Príncipe Negro. Al final no vinieron más de 1000 hombres de armas franceses a los que se sumaron algunos nobles aragoneses.

## Encuentros previos
Durante el mes de marzo don Enrique con las enormes limitaciones con las que contaba tuvo un gran éxito utilizando la guerra de guerrillas y escaramuzas sobre el célebre ejército del Príncipe Negro ya que las tropas castellanas tenían gran poder ofensivo y tenían mayor movilidad gracias a su armamento más ligero lo que les hacía ideales para este tipo de acciones al contrario del lento y acorazado ejército pedrista compuesto principalmente por infantería y caballería pesada. Era un experimentado militar habiendo luchado él mismo en Francia como jefe de compañía contra los ingleses y sabía que la mejor estrategia militar a adoptar sobre el ingente ejército del Príncipe Negro era el desgaste y dejar que las duras tierras castellanas, el hambre y las escaramuzas hicieran su trabajo. También era lo recomendado por el rey de Francia y Duguesclín.

La caballería ligera era de vieja tradición en los sistemas militares castellanos, y estaba concebida para las frecuentes escaramuzas con los árabes, a pesar de que la idea había sido abandonada por los demás ejércitos europeos de esa época. 

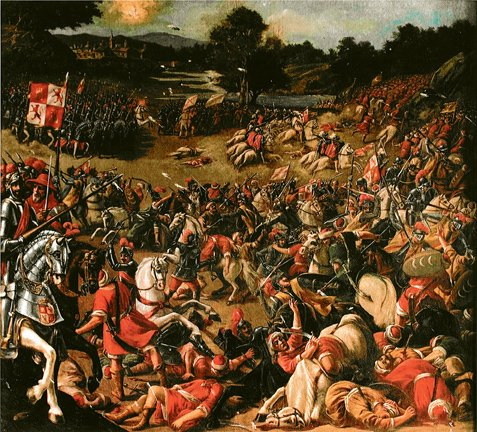
Representación de la batalla del Salado (1340) donde participaron la caballería e infantería castellanas de don Enrique de Trastámara y de su hermano don Tello

En la pequeña batalla de Ariñez o de Inglesmendi —que significa en vascuence monte de los ingleses— sucedida en la tercera semana de marzo de 1367 una vanguardia de jinetes o ginetes castellanos enriquistas dirigidos por don Tello y de caballeros aragoneses y franceses dirigidos por d'Audrehem, Villaines y don Juan Ramírez de Arellano exterminaron un destacamento de reconocimiento del príncipe de Gales. Ocurrió que tras derrotar fácilmente mediante escaramuzas a grupos adelantados al grueso del ejército del Príncipe Negro y ya de regreso a la base enriquista, se encontraron con el citado destacamento de exploración dirigido por el senescal de Aquitania Thomas Felton (o Feleton) que contaba con 200 hombres de armas y arqueros de la Compañía del Príncipe Negro. Tras sufrir muchas bajas el destacamento del príncipe de Gales se atrincheró en la montaña de Inglesmendi donde los arqueros ingleses opusieron gran resistencia a la caballería ligera castellana. Sin embargo los franceses y aragoneses desmontaron y les atacaron como infantería derrotándolos. Allí murió entre otros William Felton senescal de Poitou y capitán de gran compañía y fueron capturados los ingleses Thomas Felton, el capitán de gran compañía Richard Táunton, el caballero Hugh de Hastings, el militar barón John Neville, el capitán de gran compañía Aghorises y el mercenario gascón Gaillard Vighier (o Beguer) capitán de gran compañía entre otros.
El ejército del Príncipe Negro que hasta entonces había sido considerado invencible había sufrido su primera derrota y aunque las perdidas sufridas no eran cuantiosas en comparación con el gran ejército sus tropas comenzaban a desmoralizarse. Así que movilizó sus tropas para aproximarse a Burgos —su objetivo— desde Vitoria pero don Enrique se adelantó y bloqueó el paso lo que obligaba al ejército pedrista a retirarse nuevamente. Lo mismo hizo en Logroño el 1 de abril de 1367 controlando el puente del río Najerilla que bloqueaba el paso del ejército del príncipe de Gales.
Sin embargo la situación política era bien distinta. A cada momento más poblaciones se adherían a la causa de don Pedro que ganaba fuerza mientras sus alianzas se debilitaban, ya que eludir la confrontación directa era visto como un signo de debilidad por la nobleza castellana. El tiempo jugaba en contra del ambicioso don Enrique que avanzó con sus fuerzas dejando atrás la protección del río Najerilla. Debía enfrentarse con lo que tenía de ejército en inferioridad numérica contra las huestes mercenarias más destacadas de Europa en una batalla en campo abierto a pesar de la oposición de Beltrán Duguesclín y del resto de sus comandantes para evitar el desastre político.

## Número de fuerzas en combate
La versión comúnmente aceptada entre los historiadores es la versión de las crónicas de Pedro López de Ayala en la que el ejército del Príncipe Negro estaría compuesto por más de 10000 hombres siendo el grueso los mejores mercenarios de Europa, y el de Enrique de Trastámara por unos 4500 efectivos de los cuales 1000 eran los mejores mercenarios de Francia.
Otra fuente, utilizada a menudo como fuente única o principal por historiadores y novelistas británicos sin ningún escrúpulo, son las poco fiables crónicas de Jean Froissart, conocido por su indiscutible anglofilia y en segundo término francofilia, que gozan de cierta calidad como novela de caballerías pero cuyas cifras y hechos no deben ser tomados demasiado en serio en lo referente a esta batalla. Según Froissart había 57 000 hombres en el ejército castellano-francés. Algunos historiadores británicos lo llegan a cifrar en 86 000 hombres. Según Froissart había 24000 hombres en el ejército anglo-castellano.

Froissart estuvo presente en persona en Burdeos a finales de 1366 de manera que en las negociaciones que precedieron a la guerra podemos comparar las cuentas de los dos testigos; Pero en la expedición real y durante la batalla de Nájera ha recogido sus datos tan obviamente del heraldo Chandos que su corroboración deja de tener mucho valor como evidencia. El historiador español Ayala estuvo presente en el campo contrario y ofrece información extremadamente útil, pero está naturalmente menos bien informado de las actuaciones del ejército de Pedro que del de su rival; mientras que la obra de otro testigo, un poema latino en la batalla de Nájera por Walter de Peterborough, monje de Revesby, aunque interesante, es muy confusa, y está coloreada por el deseo de mejorar excesivamente la gloria de su héroe, el duque de Lancaster.
en The Life of the Black Prince by the Herald of Sir John Chandos (en inglés), por Mildred K. Pope y Eleanor C. Lodge (1910). p. 198. Consultado el 25 de mayo de 2014

## Orden de batalla y disposición táctica
Ambos bandos dispusieron sus efectivos en vanguardia, ala derecha, ala izquierda y cuerpo principal.

### Ejército pedrista
|  | Gastón III conde de Foix y vizconde de Bearne o Febus (comandante)                                                                                                |
|  | Juan III de Grailly (captal de Buch) |
|  | Juan Senesorgas de Alemania (mercenario también llamado Johann o Jean Hazenorgue, Hanesorgues, Enesorgues, Haneshorgue, etc. Mercenario capitán de gran compañía) |
|  | Menaut de Villeres (mercenario también llamado Menaut de Belera alias Espiota o Espiote. Mercenario capitán de gran compañía)                                     |
|  | Señor de Pons |
|  | Señor de Pommiers |
|  | |
|  | Foucaut de Archiac |

|  | Juan de Gante (duque de Láncaster, hermano del príncipe de Gales y comandante)                                                                           |
|  | John Chandos (condestable de Aquitania y comandante) |
|  | Hugh de Calverley (o Hugo Calveley. Se cambió a este bando antes de la batalla con 400 hombres a caballo. Mercenario capitán de gran compañía)           |
|  | Aimery de Rochechouart (mercenario capitán de gran compañía)                                                                                             |
|  | Guillaume de Clayton |
|  | Señor de Retz |
|  | Duque Stephen Cosington (mariscal de Aquitania) |
|  | John Devereux (mercenario capitán de gran compañía) |
|  | Enrique Huet |
|  | Eustace de Auberchicourt (d'Abrichecourt o Dabridgecourt. Señor de Auberchicourt y capitán de Bouchain. Capitán de gran compañía de henaeses y bretones) |
|  | John Creswell (mercenario inglés capitán de Northumberland de gran compañía de Inglaterra-bretones)                                                      |
|  | Duque Guichard de Angle (mariscal de Aquitania) |
|  | Robert Knowles (mercenario capitán de gran compañía) |
|  | |
|  | |
|  | |

|  | Olivier V de Clisson (noble y militar bretón alias el Carnicero. Futuro condestable de Francia) |
|  | Raúl Camois                                                                                     |
|  | Robert Cheyney (mercenario capitán de gran compañía)                                            |
|  | Garsis Castel (García Castel, también llamado Garciot. Mercenario capitán de gran compañía)     |
|  | Thomas Aberton                                                                                  |
|  | Gautier Huet                                                                                    |
|  | William Buttler o Botiller (mercenario capitán de gran compañía)                                |
|  | Robert Birkhead o Robert Briquet (mercenario inglés capitán de gran compañía de anglo-bretones) |
|  | William de Beauchamp (hijo del conde de Warwick)                                                |
|  | Thomas Daldonne                                                                                 |
|  | Louis de Harcourt (vizconde de Chatellerault y fue duque de Normandía)                          |
|  | Thomas Balastre                                                                                 |
|  | John de Ferrers† (Barón Ferrers de Chartley)                                                    |

|  | Jean I conde de Armañac (comandante)                                          |
|  | Arnaud-Amanieu Señor de Albret (Landas) (mercenario capitán de gran compañía) |
|  | Señor de Parthenay                                                            |
|  | Señor de Mucident                                                             |
|  | Señor de Rosen                                                                |
|  |                                                                               |
|  |                                                                               |
|  |                                                                               |

|  |

|  | Eduardo, príncipe de Gales o Príncipe Negro (comandante)                                                 |
|  | Pedro I Rey de Castilla, Pedro el Justo o Pedro el Cruel                                                 |
|  | Jaime IV de Mallorca                                                                                     |
|  | Perducas de Albret (o Bertucat d’Albret en Landas. El líder de los mercenarios capitán de gran compañía) |
|  | Bourg Camus (mercenario Borbonés capitán de gran compañía formada por navarros. Ejecutado en 1369)       |
|  | Thomas Holland (hijo del conde de Kent e hijastro del príncipe de Gales)                                 |
|  | Richard Punchardoun                                                                                      |
|  | Thomas le Despenser (noble hermano de Edward, barón de Despenser y señor de Glamorgan)                   |
|  | Neil Loring (Chambelán del Príncipe de Gales)                                                            |
|  | Hugh Courtenay conde de Devon                                                                            |
|  | Philip Courtenay (hijo de Hugh)                                                                          |
|  | John Hastings, conde de Pembroke y lugarteniente de Aquitania.                                           |
|  | |
|  | |
|  | |
|  | |

|  | Naudon de Bageran (mercenario capitán de gran compañía)                             |
|  | Martín Enríquez de Lacarra (alférez del Reino de Navarra)                           |
|  | Lamit (mercenario capitán de gran compañía)                                         |
|  | Conde de Rembrook                                                                   |
|  | Bertrand, Bourc de Breteuil (o Bourg Bretenil. Mercenario capitán de gran compañía) |
|  | Jean Trivet                                                                         |
|  | John Harpedon senescal de Saintonge                                                 |
|  | Señor Badouin de Fraiville                                                          |
|  | Senescal de Burdeos                                                                 |
|  | senescal de La Rochelle                                                             |
|  | senescal de Aginois                                                                 |
|  | Baldwin de Fréville senescal de Poitou                                              |
|  | senescal de Angouléme                                                               |
|  | senescal de Roerge                                                                  |
|  | senescal de Limousin                                                                |
|  | John Roches el senescal de Bigorre                                                  |
|  | Louis de Melval                                                                     |
|  | Raymond de Mareuil                                                                  |

|  |

### Ejército enriquista
|  | Don Tello conde de Vizcaya. (hermano de Enrique II, caballero de la orden de la Banda y comandante) |
|  | Don Gómez Pérez de Porres (caballeros de San Juan)                                                  |
|  | |
|  | |
|  | |

|  | Beltrán Duguesclín o el Mastín Negro‡ (condestable de Castilla, mariscal de Normandía, futuro condestable de Francia y comandante) |
|  | Arnoul d'Audrehem‡ (mariscal de Francia)                                                                                           |
|  | Pedro el Vesque de Vilaines‡ (caballero también llamado Bégue de Villaines. Senescal de Carcasone y capitán de gran compañía)      |
|  | Juan Rodríguez de Sarmiento† (hijo de Pedro Ruiz de Sarmiento)                                                                     |
|  | Ferrand Sánchez Angulo† |
|  | Felipe de Castro‡ (magnate aragonés)                                                                                               |
|  | Juan Díaz de Ayllón‡ |
|  | Juan González de Avellaneda‡ |
|  | Garci González de Herrera‡ |
|  | |
|  | |

|  | García Álvarez de Toledo‡ (Señor de Oropesa, fue Maestre de Santiago)                                        |
|  | Don Sancho conde de Alburquerque‡ (hermano de Enrique II)                                                    |
|  | Pedro Manrique (Adelantado mayor de Castilla)                                                                |
|  | Pedro Fernández de Velasco‡                                                                                  |
|  | Gómez González de Castañeda‡                                                                                 |
|  | Ruy González de Cisneros (Señor de la Casa de Cisneros, de Castrillo de Villavega, de Guardo y otros sitios) |
|  | Sancho Fernández de Tovar‡                                                                                   |
|  | Juan Ramírez de Arellano‡ (noble navarro)                                                                    |
|  | Juan Fernández de Avellaneda                                                                                 |
|  | Melen Suárez‡ (el Clavero de Alcántara)                                                                      |
|  | Gonzalo Bernal de Quirós                                                                                     |
|  | Caballeros de la orden de la Banda                                                                           |
|  | Pedro López de Ayala‡ (alférez de la orden de la Banda y principal cronista)                                 |
|  | Garci Lasso Ruiz de la Vega† (caballero de la orden de la Banda)                                             |
|  | Ruy Díaz de Rojas (caballero de la orden de la Banda)                                                        |
|  | Sancho Sánchez de Rojas† (IV señor de Poza, caballero de la orden de la Banda y hermano de Ruy Díaz)         |
|  | Pedro Ruiz Sarmiento‡ (caballero de la orden de la Banda)                                                    |
|  | Suero Pérez de Quiñones† (caballero de la orden de la Banda)                                                 |
|  | Juan Hurtado de Mendoza "el Viejo"† (caballero de la orden de la Banda)                                      |
|  | |
|  | |
|  | |

|  | Alfonso de Aragón el Viejo, marqués de Villena y conde de Denia y Ribagorza ‡ (comandante) |
|  | Pedro Muñiz de Godoy‡ (maestre de Calatrava)                                               |
|  | Ferrand Osores‡ (comendador mayor de León de la orden de Santiago)                         |
|  | Don Pedro Ruiz de Sandoval (comendador mayor de Castilla de la orden de Santiago)          |
|  | ↔Vizconde Felipe Dalmau de Rocabertí                                                       |
|  | ↔Pedro de Boil‡ (señor de Boil en Sobrarbe)                                                |
|  | ↔Pedro Jordán de Urriés‡ (mayordomo mayor del rey de Aragón)                               |
|  | ↔Sancho Sánchez de Moscoso‡ (comendador mayor de Galicia de la orden de Santiago)          |
|  | ↔Juan Martínez de Luna III‡ (señor de Illueca)                                             |
|  | ↔Pedro González Dixar‡                                                                     |
|  |                                                                                            |
|  |                                                                                            |
|  |                                                                                            |
|  |                                                                                            |
|  |                                                                                            |
|  |                                                                                            |

|  |

|  | Enrique II de Trastámara (comandante) |
|  | Don Alfonso‡ (conde de Noreña e hijo de Enrique II)                                                                                         |
|  | Pedro Enríquez de Castilla‡ (sobrino de Enrique II)                                                                                         |
|  | Ambrosio Bocanegra |
|  | Gonzalo Gómez de Cisneros (hermano de Ruy González de Cisneros)                                                                             |
|  | Caballeros de la orden de la Banda |
|  | Íñigo López de Orozco‡ (caballero de la orden de la Banda, señor de Tamajón, señor de Escamilla y poderoso señor en la Alcarria)            |
|  | Pedro González de Agüero (caballero de la orden de la Banda)                                                                                |
|  | Alvar García de Albornoz‡ (caballero de la orden de la Banda)                                                                               |
|  | Fernan Pérez de Ayala (caballero de la orden de la Banda)                                                                                   |
|  | Juan Alfonso de Haro (caballero de la orden de la Banda y señor de los Cameros)                                                             |
|  | Pedro González de Mendoza‡ (caballero de la orden de la Banda. Sobrino de Íñigo González de Mendoza y de Juan Hurtado de Mendoza el Limpio) |

|  | Fernando Sánchez de Tovar                                                                                             |
|  | ↔Juan Hurtado de Mendoza "el Limpio"‡ (hijo de Juan Hurtado de Mendoza "el Viejo" y tío de Pedro González de Mendoza) |
|  | ↔Pedro Tenorio‡ |
|  | Caballeros de la orden de la Banda                                                                                    |
|  | ↔Juan García Palomeque‡ (obispo de Badajóz y caballero de la orden de la Banda)                                       |
|  | ↔Gómez Carrillo de Quintana‡ (caballero de la orden de la Banda e hijo de Ruy Díaz Carrillo. Camarero mayor del rey)  |
|  | ↔Men Rodríquez de Biedma‡ (caballero de la orden de la Banda)                                                         |
|  | ↔Garci Jufre Tenorio‡ (caballero de la orden de la Banda e hijo del almirante Alonso Jufre)                           |
|  | ↔Don Beltrán de Guevara‡ (caballero de la orden de la Banda)                                                          |
|  | ↔Pedro González Carrillo‡ (o Pero Carrillo. Caballero de la orden de la Banda)                                        |
|  | |
|  | |
|  | |
|  | |

|  |

## La batalla

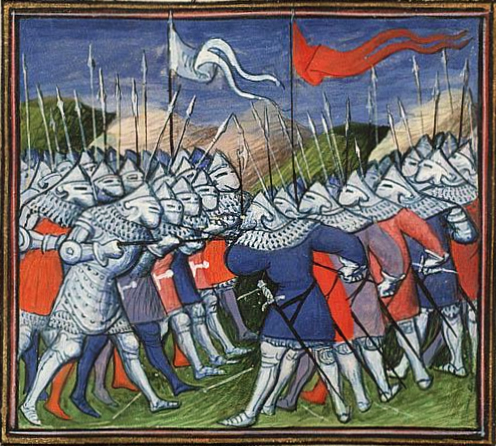
Batalla de Nájera

Según Jonathan Sumption, las tropas del Príncipe Negro debieron marchar desde Navarrete hasta Nájera dando un rodeo durante la noche y con las primeras luces del alba sorprendieron silenciosamente tras una colina al ejército de don Enrique que miraba hacia Navarrete —en el este— desde el nordeste.

El príncipe de Gales salió a los campos en cuanto amaneció con todas sus gentes (...) Cuando salió el sol, era una gran belleza contemplar los estandartes al viento y relucir las armaduras contra el sol. De ese modo cabalgaron, muy despacio, hasta que estuvieron muy cerca unos de otros. El príncipe y sus gentes subieron una pequeña montaña (...).
en Crónicas. Batalla de Nájera, por Jean Froissart. Traducido por V. Cirlot y J. E. Ruiz Domenec. Ediciones Siruela, S. A. Madrid, 1988

La vanguardia de Enrique dirigida por Duguesclín maniobró rápidamente para confrontar al enemigo, pero entre la confusión y el miedo otras líneas se rompieron y algunos jinetes castellanos desertaron al enemigo seguidos por un grupo mayor de la infantería.

Y antes que las batallas se juntasen, algunos ginetes, y el pendón de San Esteban del Puerto, con los del dicho logar que allí eran con el rey don Enrique, pasáronse a la parte del rey don Pedro.
en Crónica del Rey Don Pedro I. AÑO DECIMOCTAVO. 1367. Capítulo XII, por Pedro López de Ayala

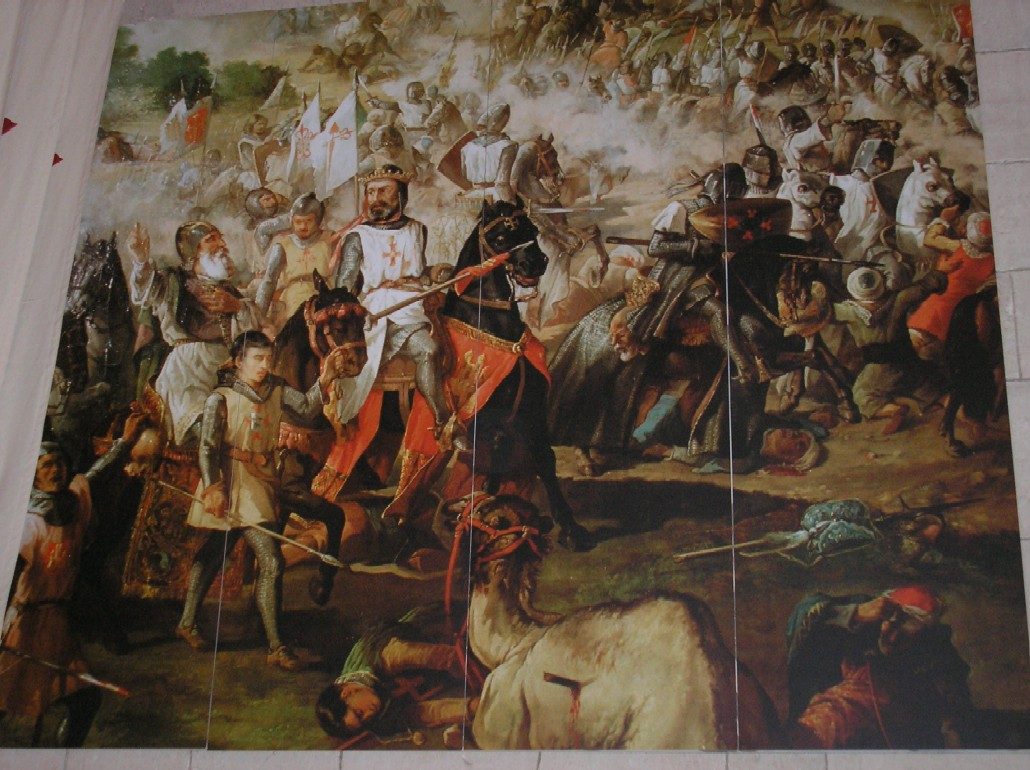
Escena perteneciente al monasterio de Uclés de órdenes militares durante la Reconquista española.

Esto apremió a Duguesclín a abandonar la ventaja defensiva y a embestir con la vanguardia —compuesta por las mejores tropas castellanas y las compañías francesas— para así evitar que la situación empeorara. La carga obligó a las compañías inglesas de la vanguardia del Príncipe Negro dirigidas por el duque de Láncaster y por John Chandos a recular. Tan apretados estaban que ambos bandos soltaron las lanzas y comenzaron a utilizar hachas y dagas.

(...) y, al bajar [el ejército pedrista], vieron claramente a sus enemigos que venían directamente hacia ellos. Cuando todos hubieron bajado la montaña, las columnas se situaron en los campos y se quedaron quietos.»
en Crónicas. Batalla de Nájera, por Jean Froissart. Traducido por V. Cirlot y J. E. Ruiz Domenec. Ediciones Siruela, S. A. Madrid, 1988

Y luego movieron los unos contra los otros,y el Conde Don Sancho hermano del rey don Enrique, y Mosen Beltran de Claquin, y los Caballeros que estaban con el pendón de la Vanda, y todos aquellos Caballeros que diximos que el rey don Enrique ordenara que estoviesen do pie fueronse juntar con la avanguarda de la parte do venían el Duque de Alencastre, y el Condestable de Guiana Mosen Juan Chandos, y otros muchos buenos Caballeros (...) Y tan recio se juntaron los unos con los otros, que a los de la una parte, y a los de la otra cayeron las lanzas en tierra: y juntáronse cuerpos con cuerpos, y luego se comenzaron a ferir de las espadas y hachas y dagas. (...) Y los de la avanguarda del Príncipe retraxeronse un poco quanto una pasada, en manera que los de la avanguarda del Rey Don Enrique cuidaron que vencían, y llegáronse más a ellos , y comenzáronse otra vez a ferír.
en Crónica del Rey Don Pedro I. AÑO DECIMOCTAVO. 1367. Capítulo XII, por Pedro López de Ayala

Mientras tanto la élite de las compañías de mercenarios gascones que se encontraban en las bandas derecha e izquierda flanqueaban la vanguardia comandada por Duguesclín. La caballería ligera castellana de Don Tello se acercó al ala opuesta del enemigo para evitar que flanquearan a la vanguardia de Duguesclín pero debió sufrir terribles pérdidas a causa de la lluvia de flechas de los arqueros ingleses en cuanto se acercaron ya que no disponían de las protecciones adecuadas y se vieron obligados a huir.

Y don Tello hermano del rey don Enrique, Señor de Lara y de Vizcaya, que estaba de caballo a la mano izquierda de la avanguarda del rey don Enrique, non movia para pelear; y los de la ala derecha de la avanguarda del Príncipe, que eran el conde de Armiñaque, y los de Lebret, y otros muchos que venían en aquella haz, enderezaron a don Tello; y el y los que con él estaban non los esperaron, y movieron del campo a todo romper huyendo.»
en Crónica del Rey Don Pedro I. AÑO DECIMOCTAVO. 1367. Capítulo XII, por Pedro López de Ayala

Cuando el príncipe y sus gentes se acercaron a la columna del conde don Tello, el conde don Tello se atemorizó y se marchó en desorden sin combatir (...) Los arqueros de Inglaterra disparaban, según su costumbre, con gran violencia y atravesaban a los españoles colocándolos en situación desdichada.
en Crónicas. Batalla de Nájera, por Jean Froissart. Traducido por V. Cirlot y J. E. Ruiz Domenec. Ediciones Siruela, S. A. Madrid, 1988

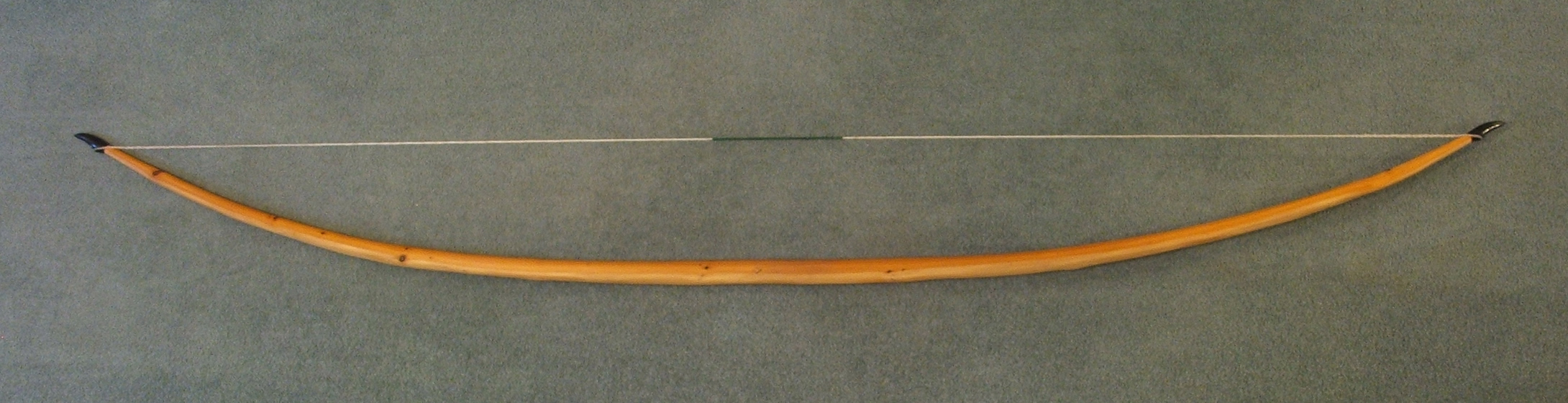
Reproducción de un arco largo inglés o galés de 2 m de largo que tan buenos resultados dio durante la guerra de los Cien Años

El propio don Enrique trató de socorrer a la vanguardia cargando contra los mercenarios gascones desde un lateral con similares resultados ya que los caballos eran abatidos fácilmente por los arqueros ingleses y la caballería castellana consideraba una humillación luchar a pie.

Y el rey don Enrique llegó dos o tres veces en su caballo armado de loriga por socorrer a los suyos que estaban de pie, teniendo que así lo harían todos los suyos que estaban con él de caballo, y llegó donde veía que el pendón de la Vanda estaba, que aún no era derribado: y cuando él llegó donde era la priesa de la batalla, y vio que los suyos no peleaban, hubo de volver.
en Crónica del Rey Don Pedro I. AÑO DECIMOCTAVO. 1367. Capítulo XII, por Pedro López de Ayala

El rey Enrique no faltó en cumplir bien su deber y combatir con valor y audacia, ni en reconfortar y amonestar a sus gentes, adelantándose a los que huían y diciéndoles: «Señores, soy vuestro rey. Me habéis hecho rey de toda Castilla y jurado que no me fallaríais hasta la muerte. Mantened por Dios vuestro juramento y desquitaos conmigo que yo me desquitaré con vosotros, pues no huiré ni un solo pie, mientras os vea combatir». Con estas palabras y muchas otras llenas de consuelo reagrupó el rey Enrique a sus gentes en tres ocasiones aquel día, y él mismo combatió con tanto valor, que bien se le debe honrar y recomendar (...) a decir verdad con el príncipe estaba toda la flor de la caballería del mundo (...) Por el otro lado, el rey Enrique luchaba valientemente y reagrupó a sus gentes por tres veces.
en Crónicas. Batalla de Nájera, por Jean Froissart. Traducido por V. Cirlot y J. E. Ruiz Domenec. Ediciones Siruela, S. A. Madrid, 1988

Una vez la flor y nata de los mercenarios gascones flanquearon la vanguardia del ejército enriquista, esta fue aplastada rápidamente y la mayoría del cuerpo principal que ni siquiera había participado en la batalla huyó precipitadamente en dirección al puente de Nájera al verse atacado desde dos frentes haciendo caso omiso de las arengas de Don Enrique. La caballería aragonesa de Jaime IV de Mallorca que estaba de reserva les persiguió dando muerte a la mayoría que quedó atrapada ante el gran río y en el estrecho puente.

Empezaron a abrirse y a huir a la desbandada, a retirarse aterrados y sin orden a la ciudad de Nájera y al gran río que corría por allí, y por nada que les dijera ni les gritara el rey Enrique, quisieron regresar.
en Crónicas. Batalla de Nájera, por Jean Froissart. Traducido por V. Cirlot y J. E. Ruiz Domenec. Ediciones Siruela, S. A. Madrid, 1988

El ejército enriquista debió sufrir la inmensa mayoría de sus bajas —que debieron de ser en total más de la mitad del ejército— en los últimos minutos de la batalla. Después rematarían a los que quedaron escondidos en Nájera saqueando la ciudad por completo.

Hubo allí una gran matanza y lograron entrar en la ciudad con los arriba mencionados, que se metieron en una casa resistente construida en  piedra, pero pronto fue conquistada y los susodichos capturados, muertas muchas de sus gentes y la ciudad saqueada para gran provecho de los saqueadores.
en Crónicas. Batalla de Nájera, por Jean Froissart. Traducido por V. Cirlot y J. E. Ruiz Domenec. Ediciones Siruela, S. A. Madrid, 1988

## Resultado
Acabada la batalla, el príncipe de Gales preguntó si Don Enrique había sido muerto o preso. Tras la negativa, manifestó: "Non ay res fait", nada está hecho. A pesar de capturar o matar a la mayoría del ejército rival sin sufrir apenas bajas, las consecuencias de esta batalla fueron catastróficas para Don Pedro, para el Príncipe Negro, para Aquitania y para Inglaterra, ya que habían errado el verdadero objetivo que era Don Enrique:
- Enrique de Trastámara, tras demostrar a la nobleza castellana y a sus aliados que era un líder fuerte y valiente enfrentándose al magnífico ejército pedrista en campo abierto, consiguió escapar atravesando el macizo pirenaico hasta Francia y continuó la lucha contra su hermano Pedro I.

- Todos los nobles y hombres de armas de Don Enrique que fueron capturados por las huestes mercenarias del Príncipe Negro, pronto pagarían su rescate y volverían a enfrentarse a Pedro El Cruel siendo generosamente recompensados al final de la contienda.

- El príncipe Eduardo de Woodstock no recibió el reembolso por parte de Pedro I de la ingente suma de dinero que había costado contratar semejante ejército ni tampoco los territorios que habían pactado en Bayona, ya sea porque Don Pedro aún seguía inmerso en la guerra contra su hermanastro o porque no tuvo nunca la intención de pagar. Consecuentemente, las relaciones entre el rey Pedro I de Castilla y el príncipe de Gales llegaron a su fin, con lo que Castilla e Inglaterra romperían su alianza y Pedro I dejaría de contar con su apoyo. Esto resultó en un desastre político y astronómicas pérdidas económicas para el Príncipe Negro tras una campaña llena de penurias. Fue lo que probablemente terminó con su brillante carrera militar amargándole hasta su muerte en 1376.

- Don Pedro quedaría aislado internacionalmente y moriría a manos de su hermanastro en la batalla de Montiel de 1369.

- Francia evitó un enfrentamiento directo contra Inglaterra, consciente de su debilidad, y sin el menor esfuerzo encontró en Castilla una importante alianza contra Inglaterra que duró un siglo tras sufragar el nuevo y definitivo ascenso de Enrique II a la Corona castellana.

- El temor de Inglaterra y Aquitania a Castilla —un poderoso adversario y la mayor flota de guerra del Atlántico— aliada con sus enemigos culminó en la batalla de La Rochelle en 1372 con la totalidad de la flota inglesa aniquilada.